# Samuel Bentham

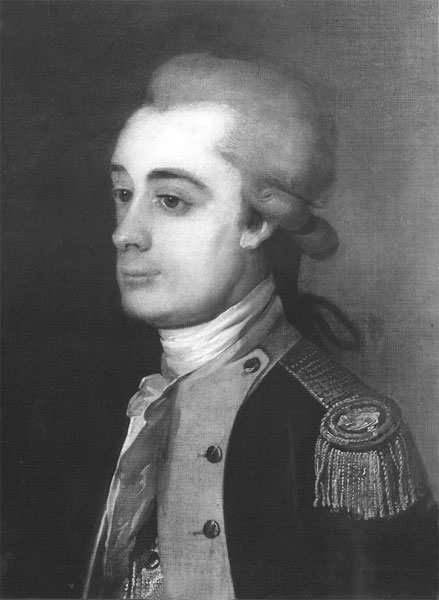
Samuel Bentham

Samuel Bentham (* 11. Januar 1757 in London; † 31. Mai 1831 in London) war ein britischer Ingenieur, Schiffsarchitekt und Seeoffizier in Russland (1779/80–1791) und England (seit 1795). Bentham war der Bruder des Philosophen und Sozialreformers Jeremy Bentham und Vater des Botanikers George Bentham.

## Leben

### Jugend
Bentham war das jüngste von sieben Kindern des Anwalts (attorney) Jeremiah Bentham und verlor die Mutter bereits mit zwei Jahren; sein ältester Bruder Jeremy Bentham und er waren die einzigen Kinder, die das Erwachsenenalter erreichten. Mit vierzehn Jahren begann er eine Lehre in den Königlichen Werften von Woolwich, wo er sieben Jahre blieb.

### Ingenieur in Russland, auf der Krim und in Sibirien
Im Jahr 1780 trat er als Schiffbauer in russische Dienste, wo er sich rasch zum vielfältigen Erfinder auch außerhalb seines Fachgebiets entwickelte. Bentham rüstete die russische Schwarzmeerflotte, die zum Teil aus sehr kleinen Booten bestand, mit rückstoßfreien Kanonen aus (Granatwerfer), was ihr in der Seeschlacht vom 7. Juni 1788 im Krieg mit der Türkei um die Krim (Russisch-Österreichischer Türkenkrieg (1787–1792)) zum Sieg über die überlegene gegnerische Flotte verhalf; die britische und französische Kriegs- und Handelsmarine nutzten seine Erfindung später mit wechselndem Erfolg.
In Anerkennung seiner Verdienste in Russland wurde er dort in den Rang eines Obersts sowie zum Ritter des Ordens des Heiligen Georg erhoben.
In Sibirien befehligte Bentham ein Bataillon von 1.000 Mann und wurde unter Fürst Potemkin zum Hauptverantwortlichen für dessen weit reichende industrielle Aktivitäten; die Aufsicht über zahlreiche Arbeitskräfte erforderte umfassende Aufsicht und Kontrolle. Während des Besuchs seines Bruders Jeremy auf der Krim (1786/87) zeigte Bentham ihm das von ihm errichtete hölzerne Panopticon („überall einsichtig“), einen Bau, der als Arbeitshaus konzipiert, aufgrund seiner sternförmigen Anlage die Kontrolle der Arbeitenden von einem zentralen Punkt aus ermöglichte und nicht nur zum Vorbild für Nachbauten in Russland (1807) und im Ausland wurde, sondern auch die sozialphilosophischen Vorstellungen Jeremy Benthams nachdrücklich beeinflusste.

### Chinesische Einflüsse
Im Jahr 1782 reiste Bentham auf dem Landweg durch Sibirien zur chinesischen Grenze bei Nerchinsk, wo er den Pelzhandel mit Russisch-Alaska sowie den chinesischen Schiffbau, vor allem die Dschunken und ihre wasserdichten Schotten, kennenlernte. Auch die Technik des Schwimmdocks und des Brückenbaus aus Eisenteilen lernte er hier kennen. Die Vauxhall Bridge in London, die erste Volleisenbrücke (Schmiedeeisen) über die Themse, geht auf ihn zurück.

### Schiffbauer in England
1791 nach England zurückgekehrt, entwickelte er gemeinsam mit seinem Bruder Jeremy das Panopticon und die darin zu verwendenden Maschinen weiter. 1795 konstruierte Bentham im Auftrag der Admiralität einen Schiffstyp, der die chinesischen Innovationen aufgriff (sechs Schiffe der Arrow-Bootsklasse, die im Krieg gegen Frankreich zum Einsatz kamen). 1796 zum Aufseher über die königlichen Schiffswerften ernannt, organisierte den heimischen Schiffbau durch rationellere Verfahren tiefgreifend und gegen den Widerstand der traditionellen Gewerke um; vielfältige technische Verbesserungen und Erfindungen vereinfachten die bisherigen Abläufe und wirkten ressourcenschonend (Schwimmdocks, Baggerschiffe, mechanische Sägen, Holzverleimung, Einsatz von Standardbauteilen, Schichtarbeit).
Bentham engagierte sich auch für eine rationellere Ausbildung der Schiffbauberufe jenseits der Zunftschranken; wegen seines Einsatzes für Rationalisierung und Massenfertigung gilt er als Wegbereiter für die Ingenieure der nächsten Generation, wie z. B. für Marc Isambard Brunel (vgl. auch Frederick Winslow Taylor).

### Diplomat in Russland, Aufenthalt in Südfrankreich
1805 bis 1807 kehrte Bentham im Regierungsauftrag nach Russland zurück. Da während seiner Abwesenheit die Stelle des Generalinspekteurs der Werften gestrichen worden war, übersiedelte er 1814 in einem eigens von ihm dafür konstruierten Mehrzweckfahrzeug (eine Art Wohnmobil mit Schlafgelegenheit) nach Südfrankreich, wo er ein Landgut nach den von ihm befürworteten Grundsätzen und unter Einsatz zahlreicher, bis dahin unbekannter mechanischer Hilfsmittel bewirtschaftete; 1820–21 war der junge John Stuart Mill in der Familie zu Gast. Auch in Frankreich stieß Bentham allerdings auf Widerstände, diesmal der Nachbarn, die Einbußen durch ein von ihm initiiertes Bewässerungssystem befürchteten, so dass die Familie 1826 nach England zurückkehrte.
Bentham war seit 1796 mit Maria Sophia, geb. Fordyce, verheiratet, der Tochter eines schottischen Arztes und Freundes seines Bruders, mit der er fünf Kinder hatte und die sich auch um seine drei unehelichen Töchter kümmerte. Sie veröffentlichte nach Benthams Tod seine Biographie.